# Templo de Belona (Óstia)
O Templo de Belona é um templo ou sacelo dedicado à deusa itálica Belona (possivelmente aqui sincretizada com Magna Mater) em Óstia Antiga.
Encontra-se no lado leste do "Campo di Magna Mater" (Regio IV, Insula THE, n. 4) e é composto por um pequeno edifício com cela precedido por duas colunas e três degraus frontais. Tudo, incluindo as colunas, é feito de tijolos. O interior da cella inclui um pódio baixo na parte de trás, paredes com afrescos, um piso de mosaico branco e um limiar de mármore com os furos para os pivôs da porta.
No templo foi encontrado um relevo de dois pares de pés, voltados em direções opostas — talvez uma oferenda votiva de um soldado que partiu para a guerra e retornou em segurança.

## Inscrição
Foi encontrada nos degraus do templo a seguinte inscrição, nomeando Aulo Lívio Próculo e o duúnviro Públio Lucílio Gamala Filio como reconstruindo-o (o envolvimento do duoviral prova que estava em terras públicas):
|                                               |  |                                            |
| A(ulus) LIVIVS PROCVLVS P(ublius) LVCILIVS    |  | Aulo Lívio Próculo [e] Públio Lucílio      |
| GAMALA F(ilius) IIVIR PRAEF(ectus) CAESAR(is) |  | Gamala Filio, duúnviro, prefeito de César, |
| LOCVM QVOD AEDES BELLONAE FIERET              |  | o lugar que foi um templo de Belona        |
| IMPENSA LICTORVM ET SERVORUM PVBLICORVM       |  | às custas dos lictores e escravos públicos |
| QVI IN CORPORE SVNT ADSIGNAVERVNT             |  | que estão abaixo assinados na caixa abaixo |
| D(ecreto) D(ecurionum)                        |  | pelo decreto dos decuriões                 |
| CVR(averunt)                                  |  | é cuidado                                  |
| M(arco) NAEVIO FRVCTO ET ---                  |  | Por/para Marco Névio Fruto e ...           |
e, no reverso
|                                                   |  |                                                                       |
| NVMINI BELLONAE SACR(um)                          |  | sagrado para os numens de Belona                                      |
| DEC(reto) DEC(urionum) PVBLICE LOCO ADSIGNAT(o),  |  | marcada como terra pública pelo decreto dos decuriões públicos,       |
| LICTORES VIATOR(es) ET HONORE VSI ET              |  | os lictores, viadores e em honra de seu uso                           |
| LIBERTI COLON(iae) ET SERV(i) PVBLICI CORPOR(ati) |  | tanto os libertos da colônia quanto a corporação de escravos públicos |
| OPERE AMPLIATO                                    |  | todo o trabalho                                                       |
| SVA PECVNIA RESTITVERVNT                          |  | restaurado de seus próprios recursos                                  |